# Епилепсија
Епилепсија или падавица (стгрч. ἐπιλαμβάνειν — „зграбити, шчепати или погодити“) јесте група дуготрајних неуролошких поремећаја које карактеришу епилептични напади. Ти напади су епизоде које могу варирати од краћих и скоро неприметних до дугих периода снажног трзања. Код епилепсије, напади се обично понављају, и немају непосредан основни узрок док се напади који се јављају због посебног узрока не сматрају да представљају епилепсију.
У већини случајева узрок је непознат, иако се код неких људи, између осталог, епилепсија развија као последица повреде мозга, можданог удара, рака мозга, и злоупотребе дроге и алкохола. Епилептични напади су последица претеране или абнормалне активности кортикалних нервних ћелија у мозгу. Дијагноза типично подразумева искључивање других стања која би могла проузроковати сличне симптоме (као што је синкопа) као и откривање присуства било који других непосредних узрока. Епилепсија се често може потврдити електроенцефалограмом.
Епилепсија се може излечити. Напади се могу контролисати лековима у око 70% случајева. Код оних чији напади не реагују на лекове, операција, неуростимулација или измене у исхрани могу доћи у обзир. Нису сви епилептични синдроми доживотни, неки не трају дуго, од 6 месеци до годину дана, и уз одговарајући лек могу нестати у потпуности и особа се може излечити и нормално функционисати. Код знатног броја људи долази до побољшања до те мере да им лекови више нису потребни.
Око 1% људи широм света (65 милиона) има епилепсију, а готово 80% случајева се јавља у земљама у развоју. Епилепсија постаје чешћа како људи старе. У развијеном свету, почетак нових случајева се јавља најчешће код одојчади и старијих људи. У многим областима света особама са епилепсијом је ограничена вожња или им није дозвољена, али већина може поново да вози након периода без напада.

## Знаци и симптоми
Епилепсију карактерише дуготрајан ризик од поновљених напада. Ови напади могу се презентовати на неколико начина у зависности од дела мозга који је захваћен и узраста особе.

### Напади
Најчешћи тип (60%) напада су конвулзиони. Од њих, две трећине почињу као фокални напади (који могу постати генерализовани) док једна трећина почиње као генерализовани напади. Преосталих 40% напада су неконвулзиони. Пример овог типа је абсенс напад, који представља смањени ниво свести и обично траје око 10 секунди.
Фокалном нападу често претходе одређени доживљаји, познати као аура. Они могу укључивати: сензорне (визуелне, слушне или мирисне), психичке, аутономне или моторне појаве. Трзање може почети у одређеној мишићној групи и проширити се на околне мишићне групе што је познато као Џексонов марш. Могу се јавити аутоматизми; то су активности које настају несвесно и углавном су једноставни покрети који се понављају као што је мљацкање устима или сложеније активности као што је покушај да се нешто подигне.
Постоји шест главних типова општих напада: тонично клонични, тонични, клонични, миоклонични, абсенс, и атонични напади. Сви укључују губитак свести и типично се дешавају без упозорења. Тонично клонични напади представљају контракцију удова за чиме следи њихово опружање заједно са лучним кривљењем кичме који трају 10–30 секунди (тонична фаза). Може се чути крик због контракције грудних мишића. Затим следи истовремено трзање удова (клонична фаза). Тонични напади производе константе контракције мишића. Особа често поплави због престанка дисања.Код клоничних напада присутно је истовремено трзање удова. Када престане трзање, може бити потребно 10–30 минута да се особа врати у нормалну; овај период се назива „постиктална фаза“.
Током напада може доћи до губитка контроле над столицом и мокрењем. Током напада особа може изгристи врх или стране језика. Код тонично клоничног напада, чешћи су угризи са стране. Угриз језика је релативно чест код психогених неепилептичних напада.
Миотонични напади обухватају грчење мишића или у неколико области или у свим. Абсенс напади могу бити суптилни са само окретањем главе или намигивањем ока. Особа не пада и враћа се у нормалну одмах по његовом завршетку. Атонични напади обухватају губитак мишићне активности дуже од једне секунде. Ово се типично дешава у обе стране тела.
Око 6% особа са епилепсијом имају нападе које активирају одређени догађаји и познати су као рефлексни напади. Особе са рефлексном епилепсијом имају нападе које искључиво активирају одређени надражаји. У честе окидаче се убрајају треперење светлости и изненадна бука. Код одређених типова епилепсије, напади се чешће дешавају приликом спавања, а код других типова се дешавају готово само током спавања.

#### Велики напад
Дијагнозира се наглим губитком свести. Приликом пада, усљед губљења свести врло често дође до повреда главе. Напад се састоји од две фазе: клонична и тонична фаза. У тоничној, почетној фази, која траје двадесетак до тридесетак секунди болесник има згрчене полусавијене руке и испружене ноге, не дише, и постаје цијанотичан у лицу.
После тога прелази у клоничну фазу, у којој болесник поново почиње дисати, појављује се пена на устима која може бити и крвава због угриза на језику који је врло чест, затим се јављају трзаји који су симетрични и синхрони. У овој фази може доћи и до попуштања сфинктера, због чега долази до неконтролисаног мокрења,а ређе до дефецирања. Ова фаза траје неколико минута. По завршетку напада, болесник има амнезију за период напада, осећа се исцрпљено и поспано.

#### Мали напад
Ова врста епилептичног напада може се јавити самостално или у комбинацији са осталим облицима епилептичних манифестација. Ова врста напада се очитује као краткотрајни прекид континуитета свијести. Најчешће дјелује као да се болесник загледао у једну тачку, а у ријеђем броју случајева може аутоматски наставити започету радњу. Послије малог напада, болесник не осјећа умор, и наставља са претходно започетом радњом као да се ништа није догодило. Као и код великог напада болесник се не сјећа времена када је имао напад.

### Постиктал
Након активног дела напада, типично постоји период конфузије који се назива постиктални период пре повратка нормалног нивоа свести. То обично траје 3 до 15 минута али може трајати сатима. Други чести симптоми укључују: осећај умора, главобоља, тешкоће у говору, и абнормално понашање. Психоза после напада је релативно честа, јављајући се код 6—10% људи. Често се људи не сећају шта се дешавало током тог времена. Локализована слабост, позната као Тодова парализа, такође се може десити након фокалног напада. Када се јави, типично траје неколико секунди до минута али може ретко трајати дан или два.

### Психосоцијалне последице
Епилепсија се може негативно одразити на друштвено и психолошко благостање. Те последице могу обухватити друштвену изолацију, стигматизацију или инвалидитет. То може довести до нижег образовног успеха и лошијег исхода приликом запошљавања. Тешкоће у учењу су чешће код особа са овим стањем а нарочито међу децом са епилепсијом. Стигма везана за епилепсију може утицати и на породице оболелих.
Одређени поремећаји се дешавају чешће код људи са епилепсијом, делимично у зависности од присутног епилептичног синдрома. Они укључују: депресију, анксиозне поремећаје, и мигрене. Поремећај недостатка пажње са хиперактивношћу погађа три до пет пута више децу са епилепсијом него децу у општој популацији. ПХПХ и епилепсија остављају значајне последице на дечије понашање, учење и друштвени развој. Такође, епилепсија је чешћа код особа са аутизмом.

## Узроци
Епилепсија није само једна болест, већ симптом који се може јавити услед више различитих поремећаја. По дефиницији, напади се јављају спонтано и без непосредног узрока, као у случају акутне болести. Основни узрок епилепсије може бити генетски или последица структурних или метаболичких проблема, али је у 60% случајева узрок непознат. Генетска, конгенитална и развојна обољења су чешћи узрочници међу млађим особама, док су код старијих тумори мозга и мождани удари чешћи узрочници епилепсије. Епилептични напади се такође могу јавити као последица других здравствених проблема; ако се јаве непосредно након неког посебног узрочника, као што су мождани удар, повреда главе, тровање или метаболички проблем, познати су као акутни симптоматски напади и биће сврстани у оквиру шире класификације поремећаја повезаних са епилептичним нападима, уместо у оквиру саме епилепсије. Многи узрочници акутних симптоматских епилептичних напада могу такође довести до појаве епилептичних напада у каснијем периоду, што је познато као секундарна епилепсија.

### Генетика
Верује се да је у већини случајева епилепсије реч о генетској повезаности, било директно или индиректно. Неке врсте епилепсије су последица дефекта у оквиру само једног гена (1-2%); већина је последица интеракције између више гена и фактора средине. Сваки од дефеката у оквиру само једног гена је редак, а описано је више од 200 случајева. Неки од гена повезаних са епилепсијом утичу на јонске канале, ензиме, ГАБА и рецепторе спрегнуте са Г протеином.
Код идентичних близанаца, ако један има епилепсију постоји шанса од 50-60% да ће такође и други бити погођен. У случају неидентичних близанаца постоји ризик од 15%. Овај ризик је већи код особа са генерализованим епилептичним нападима него код оних са фокалним нападима. Ако оба близанца болују од епилепсије, у већини случајева они ће имати исти епилептички синдром (70-90%). Код осталих блиских рођака особе са епилепсијом постоји пет пута већи ризик за појаву епилепсије него код опште популације. Између 1 и 10% особа са Дауновим синдромом и 90% оних са Ангелмановим синдромом имају епилепсију.

### Секундарна
Епилепсија се може јавити као последица извесног броја других здравствених проблема, укључујући: туморе, мождани удар, трауме главе, раније инфекције централног нервног система, генетске абнормалности, као и оштећења мозга у периоду око рођења. Међу онима који су оболели од тумора мозга скоро 30% има епилепсију, што чини тумор мозга узрочником у око 4% случајева епилепсије. Овај ризик је највећи код тумора који се налазе у слепоочном режњу мозга и код тумора који споро расту. Код других великих лезија, као што су церебралне кавернозне малформације и артериовенске малформације ризик је 40 - 60%. Међу особама које су претрпеле мождани удар епилепсија се јавља у 2-4% случајева. У Уједињеном Краљевству мождани удар је узрочник у 15% случајева епилепсије, а верује се да је код старијих особа узрочник у 30% случајева. Сматра се да је између 6 и 20% случајева епилепсије последица трауме главе. Блага повреда мозга скоро двоструко повећава овај ризик, док тешка повреда мозга повећава ризик седмоструко. Код особа које су задобиле повреду главе ватреним оружјем велике снаге, овај ризик износи око 50%.
Ризик од појаве епилепсије после менингитиса је мањи од 10%; та болест чешће изазива епилептичне нападе док траје сама инфекција. У случају херпес симплекс енцефалитиса ризик од појаве напада је око 50% са високим ризиком од накнадног развоја епилепсије (до 25%). Инфекција свињском пантљичаром (lat. Taenia solium), која може да доведе до неуроцистицеркозе, представља узрочник у чак половини броја случајева епилепсије који се јављају у деловима света где је овај паразит уобичајен. Епилепсија се такође може јавити и после неких других инфекција мозга као што су церебрална маларија, токсоплазмоза и токсокариаза. Хронична употреба алкохола повећава ризик од епилепсије: они који пију шест јединица алкохола на дан имају два и по пута већи ризик од епилепсије. Међу осталим ризицима се налазе Алцхајмерова болест, мултипла склероза, туберозна склероза и аутоимуни енцефалитис. Вакцинисање не повећава ризик од епилепсије. Неухрањеност је фактор ризика који се најчешће среће у земљама у развоју, мада није баш јасно да ли је она директни узрочник или је само реч о повезаности.

### Синдроми
Постоји више синдрома епилепсије, и они се уобичајено групишу према узрасту у коме су се појавили на: период новорођенчета, детињство, одрасло доба, а такође има и оних који нису чврсто повезани са узрастом. Поред тога, постоје групе са специфичном констелацијом симптома: оне које су последица специфичних метаболичких или структурних узрочника, као и оне код којих је узрок непознат. Могућност да се случај епилепсије сврста у одређену групу синдрома много је чешћа код деце. У оквиру неких типова епилепсије се могу јавити: бенигна Роландичка епилепсија (2,8 на 100.000), дечија абсенс епилепсија (0,8 на 100.000) и јувенилна миоклоничка епилепсија (0,7 на 100.000). Фебрилне конвулзије и бенигне неонаталне конвулзије нису облици епилепсије.

## Механизам
Уобичајена електрична активност мозга је несинхронизована. Код епилептичних напада, као последица структурних или функционалних проблема унутар мозга, једна група неурона почиње да окида на абнормалан, прекомеран и синхронизован начин. Резултат овога је деполаризациони талас, познат под називом пароксизмални деполаризациони помак.
Уобичајено, након тога што ексцитаторни неурон окине, он постане отпорнији на окидање једно извесно време. Ово је делимично последица утицаја инхибиторних неурона, електричних промена унутар ексцитаторног неурона, као и негативних утицаја аденозина. Код епилепсије је умањена отпорност ексцитаторних неурона на окидање током овог периода. До овога може доћи због промена у јонским каналима или онда када инхибиторни неурони не функционишу правилно. Као резултат, настаје специфично подручје из кога се може развити епилептични напад, а познато је као „жариште епилептичног напада“. Други механизам епилепсије може бити позитивна регулација ексцитаторних кола или негативна регулација инхибиторних кола после повреде мозга. Ове секундарне епилепсије настају путем процеса који су познати као епилептогенеза. Нарушена крвно-мождана баријера би такође могла бити узрочни механизам, из тог разлога што би то омогућило прелазак супстанци из крви у мозак.
Фокални напади почињу у једној хемисфери мозга, док генерализовани напади почињу у обе хемисфере. Неки типови напада могу изменити структуру мозга, док други немају много утицаја. Глиоза, губитак неурона и атрофија специфичних подручја мозга повезане су са епилепсијом, међутим, није јасно да ли је епилепсија узрочник ових промена или ове промене резултирају појавом епилепсије.

## Дијагноза
Дијагноза епилепсије се уобичајено поставља на основу описа епилептичног напада и повезаних догађаја. Електроенцефалограм и неуроимиџинг су такође уобичајени део дијагностике. Мада су чести покушаји да се одреди о којем је тачно епилептичном синдрому реч, то није увек могуће. Видео и ЕЕГ мониторинг може бити од користи код тежих случајева.

### Дефиниција
У пракси, епилепсија се дефинише као два или више епилептичних напада, који се јављају у размаку већем од 24 сата, без јасног узрока; при томе, епилептични напад се дефинише као привремени знаци и симптоми до којих долази због абнормалне електричне активности унутар мозга. Она се такође може посматрати и као поремећај при чему су особе имале барем један епилептични напад са присутним ризиком од понављања напада.
Међународна лига за борбу против епилепсије и Међународни биро за епилепсију — партнери који сарађују са Светском здравственом организацијом — дефинишу епилепсију у својој заједничкој изјави датој 2005. године као „поремећај у мозгу који је карактеристичан по трајној предиспозицији ка генерисању епилептичних напада, као и по неуробиолошким, когнитивним, психолошким и друштвеним последицама овог стања. Дефиниција епилепсије захтева појаву барем једног епилептичног напада.“

### Класификација
Особе са епилептичним нападом требало би да буду класификоване према типу епилептичног напада, основном узроку, синдрому епилепсије, као и на основу догађаја за време и непосредно око времена одигравања напада. Врсте епилептичних напада се распоређују према томе да ли је извор напада локализован (фокални епилептични напади) или расподељен (генерализовани напади) унутар мозга. Генерализовани напади се деле према утицају који имају на тело и укључују: тонично-клонични (гранд мал), абсенс (пти мал), миоклонични, клонични, тонични и атонични епилептични напад. Неки напади, као што су епилептични спазми, непознатог су типа.
Фокални епилептични напади (претходно познати као парцијални епилептични напади) раније су били подељени на једноставни парцијални и комплексни парцијални епилептични напад. Ово се више не препоручује, већ се уместо тога даје предност описивању тога шта се дешавало током епилептичног напада.

### Лабораторијска испитивања
Код одраслих, од значаја је анализа електролита, глукозе у крви и концентрације калцијума да би се искључили проблеми којима они могу бити узрочник. Електрокардиограм искључује проблеме са срчаним ритмом. Лумбална пункција може бити корисна за дијагностиковање инфекције централног нервног система, али није потребна при рутинским испитивањима. Код деце би могле бити потребне додатне анализе, као што је биохемија урина и анализа крви да би се испитали метаболички поремећаји.
Висока концентрација пролактина у крви унутар првих 20 минута после епилептичног напада може бити од користи за потврђивање епилептичног напада насупрот психогеном неепилептичном нападу. Концентрација пролактина у серуму је од мање користи за откривање парцијалних епилептичних напада. Уколико су његове вредности нормалне, још увек постоји могућност епилептичног напада и на основу серумског пролактина се не може направити разлика између епилептичног напада и синкопе. Не препоручује се као рутински део анализа у дијагностиковању епилепсије.

### ЕЕГ
Електроенцефалограм (ЕЕГ) може бити од помоћи у приказивању мождане активности која наговештава постојање повећаног ризика од епилептичних напада. Препоручује се само у оним случајевима где постоји вероватноћа да је особа раније већ имала епилептични напад на основу симптома. У дијагностици епилепсије електроенцефалограм помаже да се уочи тип епилептичног напада или присутних симптома. Код деце је овај преглед обично потребан тек после другог епилептичног напада. Не може се користити да би се искључила дијагноза и може бити лажно позитиван код особа код којих болест није присутна. У неким ситуацијама може бити од користи да се уради ЕЕГ док испитаник спава или је неиспаван.

### Имиџинг дијагностика
Дијагностички имиџинг применом ЦТ скенирања и МРТ-а се препоручује после првог нефебрилног епилептичног напада за откривање структурних проблема унутар и око мозга. МРТ је генерално бољи имиџинг тест изузев у случају постојања сумње на крварење, када је ЦТ много осетљивији и лакше доступан. Ако се неко јави у амбуланту хитне помоћи са нападом, али се убрзо врати у нормалу, имиџинг тестирање се може урадити касније. Ако особа има дијагнозу епилепсије од раније са раније урађеним имиџингом, обично није потребно понављати имиџинг, чак ни у случају да се епилептични напади понављају.

### Диференцијална дијагноза
Дијагностиковање епилепсије може бити тешко и постављање погрешне дијагнозе је често (дешава се у око 5 до 30% случајева). Известан број неких других здравствених проблема може испољити знаке и симптоме врло сличне епилепсији, међу којима су: синкопа, хипервентилација, мигрена, нарколепсија, напади панике и психогени неепилептични напади (PNEN). Приближно један од пет пацијената на клиникама за епилепсију има PNEN, а од оних са PNEN-ом око 10% такође има и епилепсију. Често је тешко направити разлику између та два обољења само на основу епизоде епилептичког напада, а без додатног испитивања.
Деца могу испољити понашање које се често лако може погрешно приписати епилептичном нападу, иако оно то није. Ту спадају: епизоде задржавања даха, мокрење у кревет, ноћни страхови, тикови и напади трзања. Гастроезофагеални рефлукс може да доведе до повијања леђа и нагињања главе на једну страну код одојчади, што се може погрешно протумачити као тонично-клонични епилептични напад.

## Превентива
Мада се већина случајева не може спречити, настојање да се смање повреде главе, да се обезбеди добра нега у периоду око рођења, као и да се смање паразити у природи као што је свињска пантљичара (lat. Taenia solium), могли би бити ефикасни. У једном крају Средње Америке напори да се смање стопе свињске пантљичаре резултирали су смањењем појаве нових случајева епилепсије за 50%.

## Надзор
Епилепсија се обично лечи дневним узимањем лекова након појаве другог епилептичног напада, међутим, код оних који су под високим ризиком, примена лекова може почети после првог епилептичног напада. У неким случајевима може бити потребан посебан режим исхране, уградња неуростимулатора или неурохируршка интервенција.

### Прва помоћ
Окретање особе са активним тонично-клоничним епилептичним нападом на бок и у положај за опоравак помаже да се спречи улазак течности у плућа. Не препоручује се стављање прстију, неког предмета против угриза језика или стављање депресора језика у уста, јер би то могло да изазове повраћањеособе или да доведе до тога да спасилац буде угрижен. Требало би предузети мере да се спречи накнадно самоповређивање. Поступак имобилизације кичме обично није потребан.
Ако епилептични напад траје дуже од 5 минута или ако има више од два напада у року од сат времена без враћања у нормалу у интервалу између њих, то се посматра као хитан медицински случај што је познато као status epileptikus. У том случају може бити потребна медицинска помоћ да се дисајни путеви сачувају отвореним и заштићеним; у овом случају може бити користан назофарингеални тубус. Код куће, код епилептичног напада дугог трајања препорука је прво користити мидазолам стављањем у уста. Диазепам се такође може користити ректално. У болници се даје предност интравенском лоразепаму. Ако две дозе бензодиазепина нису ефикасне, препоручују се други лекови као што је фенитоин. Конвулзивни статус епилептикус који не даје одговор на почетну терапију обично захтева пријем у јединицу интензивне неге и лечење јачим агенсима као што су тиопентон или пропофол.

### Лекови
Главна терапија епилепсије су антиконвулзантни лекови, које ће оболела особа вероватно морати да узима током целог живота. Избор антиконвулзанта зависи од типа напада, епилептичног синдрома, осталих лекова који се користе, других здравствених проблема, као и старости и начина живота особе. У почетку се препоручује један лек; уколико он није ефикасан, препоручује се замена неким другим леком. Узимање два лека у исто време се препоручује једино онда када примена само једног лека није делотворна. У око половини броја случајева први лек је ефикасан; други лек помаже у око 13% случајева, а трећи лек или узимање два лека истовремено може помоћи код додатних 4%. Код око 30% особа и даље се јављају епилептични напади упркос примени антиконвулзантне терапије.
Доступно је много лекова. Фенитоин, карбамазепин и валпроат су се показали подједнако ефикасним и код фокалних и код генерализованих епилептичних напада. Карбазепин са контролисаним отпуштањем се чини подједнако ефикасним као карбазепин са тренутним отпуштањем, а може имати мање нежељених дејстава. У Уједињеном Краљевству, као терапија прве линије код фокалних епилептичних напада препоручују се карбазепин или ламотригин , а леветирацетам и валпроат као друга линија, због цене и нежељених дејстава. Валпроат се препоручује као прва линија код генерализованих епилептичних напада, док је ламотригин друга линија. Код особа са абсенсним епилептичним нападима, препоручују се етосуксимид или валпроат; валпроат је посебно ефикасан код миоклоничних напада и тоничних или атоничних епилептичних напада. Уколико су епилептични напади добро контролисани путем примене посебне терапије, обично није потребно рутински проверавати концентрацију лека у крви.
Најјефтинији антиконвулзант је фенобарбитал са око 5 америчких долара годишње. Светска здравствена организација га препоручује као прву линију у земљама у развоју и он се тамо често користи. Међутим, његова доступност може бити отежана, пошто га у неким земљама означавају као контролисани лек.
Нежељена дејства лекова пријављена су у 10 до 90% особа, у зависности од тога како и од кога су подаци прикупљени. Већина нежељених дејстава је блага и зависи од дозе лека. Неки од примера укључују промене расположења, поспаност, или нестабилност у ходу. Неки лекови имају нежељена дејства која нису повезана са дозом, као што су појава осипа, токсичност јетре, или супресија коштане сржи. До једне четвртине броја људи прекине терапију због нежељених дејстава. Неки лекови су повезани са дефектом при рођењу онда када се користе у трудноћи. Валпроату се мора посветити посебна пажња, посебно током првог тромесечја трудноће. Упркос томе, терапија се често наставља када се једном покаже ефикасном, јер се верује да је ризик од нелечене епилепсије већи него ризик од лекова.
Постепени престанак узимања лекова може бити оправдан код неких особа које немају ни један епилептични напад у периоду од две до четири година; међутим, код око једне трећине броја људи напади се понављају, најчешће током првих шест месеци. Престанак лечења је могућ код око 70% деце и 60% одраслих.

### Хируршко лечење
Хируршко лечење епилепсије може бити решење за људе са фокалним нападима код којих проблем не нестаје упркос другим методама лечења. Ове друге методе обухватају покушај примене најмање два или три лека. Циљ операције је потпуна контрола над нападима што се може постићи у 60-70% случајева. Уобичајене процедуре обухватају: сечење хипокампуса путем ресекције предњег дела темпоралног режња, уклањање тумора и уклањање делова неокортекса. Неки поступци, као што је корпус калозотомија, примењивани су у настојању да се смањи број напада, уместо да се излечи стање. Након операције, лекови се могу у многим случајевима постепено укинути.
Неуростимулација може бити још једна могућност за особе које нису кандидати за операцију. Три врсте су се показале ефикасним код оних који не реагују на лекове:стимулација вагусног нерва, предња таламичка стимулација и респонзивна стимулација затворене петље.

### Остало
Изгледа да кетогена дијета (висок унос масти, низак унос угљених хидрата, адекватан унос протеина) утиче на смањење броја напада за пола код око 30-40% деце. Око 10% успева да остане на дијети неколико година, 30% има констипацију, а и друга нежељена дејства су честа. Мање радикалне дијете се лакше подносе и могу имати позитивне ефекте. Нејасно је зашто ова дијета помаже. Вежбање је препоручено као могућа корисна активност за спречавање напада уз извесне податке који подржавају ову тврдњу.
Терапија избегавања се састоји од смањивања или отклањања окидача. На пример, код особа које су осетљиве на светлост, од користи може бити кориштење малог телевизора, избегавање видео-игара или ношење тамних наочара. Постоје тврдње да пси осетљиви на нападе, врста паса помагача, могу да предвиде нападе. Докази за ово су, ипак, слаби. Биофидбек заснован на инструменталном условљавању базиран на ЕЕГ таласима има одређену основу код пацијената који не реагују на лекове. Психолошке методе, међутим, не треба користити као замену за лекове.

### Алтернативна медицина
Алтернативне методе лечења, укључујући акупунктуру, психолошке интервенције, витамине, и јогу, се не заснивају на поузданим доказима који би подржали њихову примену у лечењу епилепсије. Употреба канабиса није подржана доказима. Кориштење мелатонина није довољно поткрепљено доказима.

## Лечење
Епилепсија је обољење у чијем се лечењу користе различити терапијски приступи. Најзначајнији вид лечења је лечење адекватним лековима (антиепилептицима) које је ефикасно у 60% оболелих применом једног лека, 70% применом комбинације два лека против епилепсије, а применом још једног антиепилептика у комбинацији ефикасност се незнатно повећава (за свега 1%). Хируршки третман оболелих код епилепсије сматра се оправданим код оне групе болесника који не реагују на примену антиепилептика, а код којих је преоперативном припремом означен део у можданој структури, чијим одстрањивањем се очекује престанак епилептичких напада. Овакав вид лечења епилепсије успешан је код 65% болесника. Примена стимулатора вагусног живца и кетогене дијете припадају ређе коришћеним и мање ефикасним методама.

## Типови напада
Постоје различити облици епилептичких напада. Људи могу имати само један тип напада или више од једног типа напада. Врста напада коју особа има зависна је од дела мозга, који је захваћен патолошком електричном активношћу, као и величине просторног ширења измењене електричне активности која је укључена у електрично ширење импулса који доводе до напада.
Међународна класификација епилептичких напада познаје:
1. Генерализоване нападе (абсанс, атонични, тонично-клонични, тонични, миоклонични),
2. Парцијалне нападе (једноставни и сложени),
3. Неепилептичке нападе, и
4. Епилептички статус.

1. Генерализовани напади истовремено погађају обе половине мозга одједном. То доводи до наглог губитка свести, уз испустање крика, тешког дисања, могу развити различите субкатегорије напада као што су:
- Генерализовано тонично клонични напад — (почиње кочењем руку и ногу) које је потом праћено трзајима лица и удова уз појаву пљувачке или пене на устима, уста и руке попримају плаву боју, може доћи до испуштања мокраће и столице, као и угриза језика. Овакав напад обично траје од 1 до 3 минута, после чега особа може имати нагон на повраћање, јаку главобољу, умор и обично пада у дубок сан. Ако је захваћена једна половина тела говоримо о једностраном нападу или хемиконвулзијама.
- Миоклонични напад — брзе контракције мишића које се дешавају истовремено на обе стране тела. Ове контракције могу обухватати само одређене групе мишића, такође.
- Атонични напад — нагли губитак тонуса у мишићима те се називају и „drop attacks“, или астатични или акинетични напади, доводећи до наглог падања главе или падања тела о подлогу.
- Тонични напад — доводе до кочења свих мишића, трају од 10 до 15 секунди и ако особа стоји долази до пада и повређивања. Овакви напади се могу јављати и у сну.
- Абсанс напад — нагли краткотрајан прекид уобичајених активности, особа је „загледана“, може при томе трептати, траје неколико секунди и има брз опоравак свести. Чешћи су код деце него код одраслих.

2. Парцијални напади (жаришни напади)
Парцијални напади почињу у једном делу мозга, али се могу проширити на читав мозак (тада говоримо о секундарној генерализацији).
Ови напади могу бити:
- Једноставни напади — свест остаје очувана, глава и очи могу се окренути на једну страну, шака, рука и једна страна лица могу се трзати или особа у тим деловима тела може осећати трнуће. Након напада особа може осећати слабост или парализу у одређеним деловима тела после напада. Особа може осећати необичне мирисе, звукове, укусе. Вегетативне нападе карактерише бол у стомаку, повраћање, бледило.
- Психомоторни напади — се манифестују поремећајем свести као што су збуњеност, дезоријентација, лутање, страх, агресивност.

3. Неепилептички напади су епизоде промењеног понашања особе, који могу деловати као епилептички напади. Особа може пасти, деловати као да је без свести, имати грчеве, умокрити се, али детаљна дијагностика искључиће епилептички узрок оваквих стања.
Напади који нису епилепсија:
- Фебрилне конвулзије
- Напади епилептичког типа током менингитиса, енцефалитиса
- Напади после контузије (нагњечења мозга)
- Напади по можданом удару
- Напади због метаболичких поремећаја

4. Епилептички статус (Status epilepticus)
Епилептички статус представља учестале нападе између којих особа не долази свести, као и напад који траје дуже од пола сата и представља најургентније стање у неурологији, које захтева болничко лечење пацијента.

## Прогноза
Епилепсија се не може излечити али сама примена лекова може ефикасно контролисати појаву напада у око 70% случајева. Код више од 80% посто особа са генерализованим нападима, стање може бити добро контролисано применом лекова, док је ово случај код само 50% пацијената са фокалним нападима. Један од показатеља дугорочног исхода је број напада који се деси током првих шест месеци. Други фактори који указују на повећан ризик од лошег исхода обухватају: слабу реакцију на почетно лечење, генерализоване нападе, породичну историју епилепсије, психијатријске проблеме и таласе на ЕЕГ-у који показују генерализовану епилептиформну активност. У земљама у развоју, 75% становништва се или не лечи или неодговарајуће лечи. У Африци, 90% оболелих није лечено. Ово је делимично повезано са чињеницом да одговарајући лекови нису доступни или су превише скупи.

### Смртност
Код особа са епилепсијом је повећан ризик од смрти. Ово повећање је између 1,6 – 4,1 пута веће него код опште популације и често је повезано са: основним узроком напада, статусом епилептикусом, самоубиством, траумом и изненадном неочекиваном смрћу код епилепсије (ИНСЕ). До смрти услед статуса епилептикуса долази примарно услед основног проблема, а не због неконзумираних доза лекова. Ризик од самоубиства је већи између два до шест пута код особа са епилепсијом. Узрок овога је нејасан. Изгледа да је ИНСЕ делом повезана са учесталошћу општих тонично-клоничних напада и сматра се узроком око 15% смрти повезаних са епилепсијом. Није познато како се може смањити смртност у овим случајевима. Највећи пораст смртности услед епилепсије је код старијих особа. Они који болују од епилепсије непознатог порекла су са нешто повећаним ризиком. У Уједињеном Краљевству је процењено да се 40-60% смрти евентуално може спречити. У земљама у развоју, многе смрти се дешавају услед нелечене епилепсије што доводи до падова или статус епилептикуса.

## Епидемиологија
Епилепсија је једно од најчешћих озбиљних неуролошких обољења које погађа око 65 милиона људи широм света. Погађа 1% популације старости до 20 година и 3% становништва старости до 75 година. Чешћа је код мушкараца него код жена али уз свеобухватну малу разлику. Већина оболелих (80%) се налази у земљама у развоју.
Број особа које тренутно имају активну епилепсију се креће од 5 до 10 на 1.000, при чему се активна епилепсија дефинише као, особа са епилепсијом која је имала најмање један напад у последњих пет година. Епилепсија се јавља, сваке године, код 40 до 70 особа на 100.000 у развијеним земљама и код 80 до 140 особа на 100.000 у земљама у развоју. Сиромаштво представља фактор ризика и обухвата оне који су из сиромашних земаља, као и оне који су сиромашни у односу на друге становнике своје земље. У развијеним земљама, епилепсија најчешће почиње или код младих или код старијих. У земљама у развоју, болест почиње чешће код старије деце и млађих одраслих услед веће стопе траума и инфективних обољења. У развијеним земљама, број случајева епилепсије годишње је смањен код деце и повећан међу старијима, у периоду између 1970-их и 2003. године. Ово се делимично приписује чешћем преживљавању можданог удара код старијих.

## Историја
Најстарији медицински записи показују да је епилепсија болест која је погађала људски род још од првих писаних историјских трагова. Кроз древну историју се сматрало да је ово обољење духовно стање. Најстарији запис о епилептичном нападу у свету долази из текста који је написан на акадском (језику кориштеном у древној Месопотамији), који је настао око 2000. п. н. е. Дијагноза постављена особи која је описана у овом тексту јесте да се налазила под утицајем Бога месеца те је подвргнута егзорцизму. Епилептични напади су наведени у Хамурабијевом законику (око 1790. п. н. е.) као разлог због кога купљени роб може бити враћен уз повраћај новца, као и у Папирусу Едвина Смита (око 1700. п. н. е.) који описује случајеве појединаца са епилептичним конвулзијама.
Најстарији познати детаљни запис самог обољења се налази у Sakikkū, Вавилонском медицинском тексту написаном клинастим писмом, 1067–1046. године п. н. е. Овај текст описује знаке и симптоме, детаље лечења и могуће исходе, те описује и многе особине различитих типова напада. Како Вавилонци нису разумели биомедицинску природу обољења, нападе су приписивали опседнутошћу злим духом и позивали су на лечење духовним путем. Око 900. п. н. е., Punarvasu Ātreya је описао епилепсију као губитак свести; ова дефиниција је пренесена даље у ајурведски текст Чарака Самхита (око 400. п. н. е.).
Древни Грци су имали контрадикторне погледе на болест. Сматрали су епилепсију обликом духовне опседнутости, али су стање доводили у везу како са генијем тако и са божанством. Један од назива који су јој дали је био света болест. Епилепсија се појављује у грчкој митологији: повезана је са богињом Месеца Селеном и Артемисом, и погађала би оне који би их наљутили. Грци су сматрали да су важне личности попут Јулија Цезара и Херкула имали болест. Значајан изузетак овог божанског и духовног гледишта је став Хипократове школе. У петом веку п. н. е. Хипократ је одбацио идеју да болест проузрокују духови. У његовом значајном делу О светој болести, навео је да епилепсија није божанска по пореклу и да је уместо тога медицински излечив проблем који потиче из мозга. Оптужио је оне који су приписивали свети узрок болести за ширење незнања кроз веровање и магијско сујеверје. Хипократ је предложио да је наследност важна као фактор, описао да су резултати гори ако се болест јави у раном узрасту и направио забелешке физичких карактеристика као и друштвену срамоту везану за болест. Уместо да је назове светом болешћу, користио је термин велика болест, од које потиче савремени термин гран-мал, који се користи за генерализоване нападе. Упркос томе што је дао детаљно физичко порекло болести, његово гледиште није било прихваћено у то време. Зли духови су се и даље кривили бар до 17. века.
У већини култура, особе са епилепсијом су биле стигматизоване, избегаване па чак и хапшене; у Салпетријеру, родном месту модерне неурологије, Жан-Мартен Шарко бележи да су људи са епилепсијом третирани раме уз раме са душевним болесницима, онима са хроничним сифилисом и поремећеним криминалцима. У античком Риму, епилепсија је била позната као Morbus Comitialis ('болест скупштинске сале') и виђена је као проклетство богова. У северној Италији, епилепсија је једном била традиционално позната као болест Св. Валентина.
Средином 1800-е, уведен је први ефикасни лек против напада, бромид. Први савремени лек, фенобарбитал, је развијен 1912. године, са фенотоином који је ушао у употребу 1938. године.

## Друштво и култура

### Стигма
Особе са епилепсијом широм света донекле и даље доживљавају стигму. Она може утицати на људе у економском, друштвеном и културном смислу. У Индији и Кини епилепсија се може користити као оправдање за одбијање брака. Људи у неким областима и даље верују да су особе са епилепсијом под проклетством. У Танзанији, као и у другим деловима Африке, епилепсија се доводи у везу са опседнутошћу злим духовима, врачањем или тровањем и многи верују да је заразна, за шта не постоје докази. До 1970. године Уједињено Краљевство је имало законе који су спречавали људе са епилепсијом да ступе у брак. Стигма може довести до тога да неки људи са епилепсијом негирају да су икада имали нападе.

### Економија
Напади директно утичу на економске трошкове од око милијарду долара у Сједињеним Државама. Епилепсија је проузроковала економске трошкове у Европи од око 15,5 милијарди евра у 2004. години. У Индији, процењује се да епилепсија кошта 1,7 милијарди УСД или 0,5% БДП. Проузрокује око 1% посета одељењима хитне помоћи (2% одељењима хитне помоћи за децу) у Сједињеним Државама.

### Возила
Особе са епилепсијом су под двоструко већим ризиком да буду укључени у судар моторних возила и зато им у многим областима широм света није дозвољено да возе или могу да возе уколико испуњавају одређене услове. У неким местима лекари су по закону обавезни да пријаве ако особа има напад органу за издавање дозвола, док су други обавезни само да охрабре особу по питању да то сама пријави. Земље које захтевају да лекари пријаве, укључују: Шведску, Аустрију, Данску и Шпанију. Земље које захтевају да се појединац сам пријави укључују: Уједињено Краљевство и Нови Зеланд а лекар их може пријавити ако верује да појединац то није већ учинио. У Канади, Сједињеним Државама и Аустралији захтеви везани за извештавање се разликују у провинцијама и државама. Ако су напади добро контролисани, већина сматра да је оправдано дозволити вожњу. Временски период током кога особа мора бити без напада пре него што може да вози варира од земље до земље. Многе земље захтевају једну до три године без напада. У Сједињеним Државама време које је потребно да прође без напада одређује свака држава и износи од три месеца до једне године.
Особама са епилепсијом или нападима је обично ускраћена пилотска дозвола. У Канади, ако појединац нема више од једног напада, може се узети у обзир после пет година за ограничену дозволу ако су остали тестови нормални. Особе са фебрилним нападима и нападима везаним за лекове се такође могу узети у обзир. У Сједињеним Државама, Савезна администрација за авијацију не дозвољава особама са епилепсијом да добију дозволу професионалног пилота. Ретко се могу направити изузеци за особе које су имале изолован напад или фебрилни напад и потом нису имали напад до зрелог доба без узимања лекова. У Уједињеном Краљевству, за пуноправну националну приватну пилотску дозволу су обавезни исти стандарди као за професионалну возачку дозволу. За то је обавезан период од десет година без напада при чему су лекови искључени. Они који не испуњавају овај услов могу добити ограничену дозволу ако немају нападе пет година.

### Организације за подршку
Постоје бројне непрофитне организације које пружају подршку људима и породицама који су погођени епилепсијом. У Уједињеном Краљевству то укључује Заједнички савет за епилепсију Уједињеног Краљевства и Ирске. Љубичасти дан је основан 2008. године да повећа свест о епилепсији и одржава се 28. марта. Други напори за повећање знања укључују кампању „Изађи из сенке“, заједнички напор Светске здравствене организације, Међународне лиге против епилепсије и Међународног бироа за епилепсију.

## Истраживање
Прогноза епилепсије се односи на предвиђање епилептичког напада пре него што се јави, засновано на ЕЕГ-у. До 2011. године, није развијен ниједан ефикасан механизам за предвиђање напада. Киндлинг, при чему поновљена изложеност догађајима временом може лакше проузроковати нападе, је коришћена за креирање животињског модела епилепсије.
Генска терапија се изучава у неким врстама епилепсије. Докази слабо подржавају лекове који мењају имуну функцију, као што су интравенски имуноглобулини. Неинвазивна стереотактична радио хирургија се, од 2012. године упоређује са стандардном хирургијом за одређене врсте епилепсије.

## Животиње
Епилепсија се јавља код великог броја других животиња укључујући псе и мачке и најчешћи је мождани поремећај код паса. Типично се лечи антиконвулзантима као што је фенобарбитал или бромид код паса и фенобарбитал код мачака. Док се генерализовани напади код коња прилично лако дијагностикује, то може бити теже код негенерализованих напада и у том случају ЕЕГ може бити користан.

## Познати и епилепсија
Од епилепсије су боловале многе позната личности мећу којима су:
- Сократ
- Александар Велики
- Цезар
- Карло V
- Мурат IV
- Наполеон I Бонапарта
- Папа Пије IX
- Мухамед
- Фјодор Достојевски
- Ван Гог
- Алфред Нобел
- Владимир Лењин

### Чланци
- Berg, A. T. (2008). „Risk of recurrence after a first unprovoked seizure”. Epilepsia. 49 Suppl 1: 13—8. PMID 18184149. doi:10.1111/j.1528-1167.2008.01444.x.